# Ендру Набут
Ендру Набут (17. децембар 1992) аустралијски је фудбалер.

## Репрезентација
За репрезентацију Аустралије дебитовао је 2018. године, наступао и на Светском првенству 2018. године. За национални тим одиграо је 8 утакмица и постигао 2 гола.

## Статистика
| Аустралија | Аустралија | Аустралија |
| Год.       | Ута.       | Гол.       |
| ---------- | ---------- | ---------- |
| 2018       | 8          | 2          |
| Укупно     | 8          | 2          |